# Pontifícia Universidade Salesiana

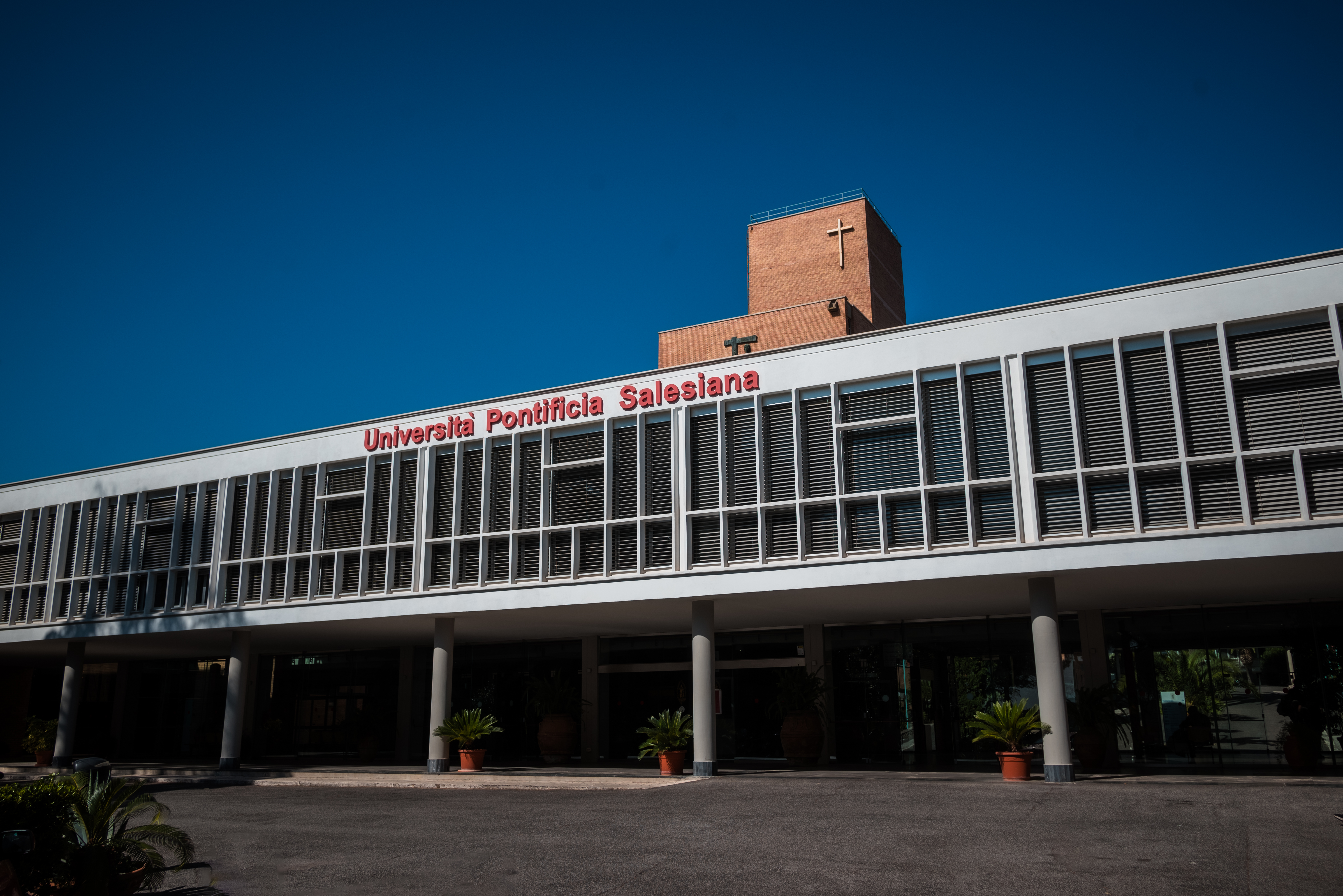
Sede central da UPS em Roma

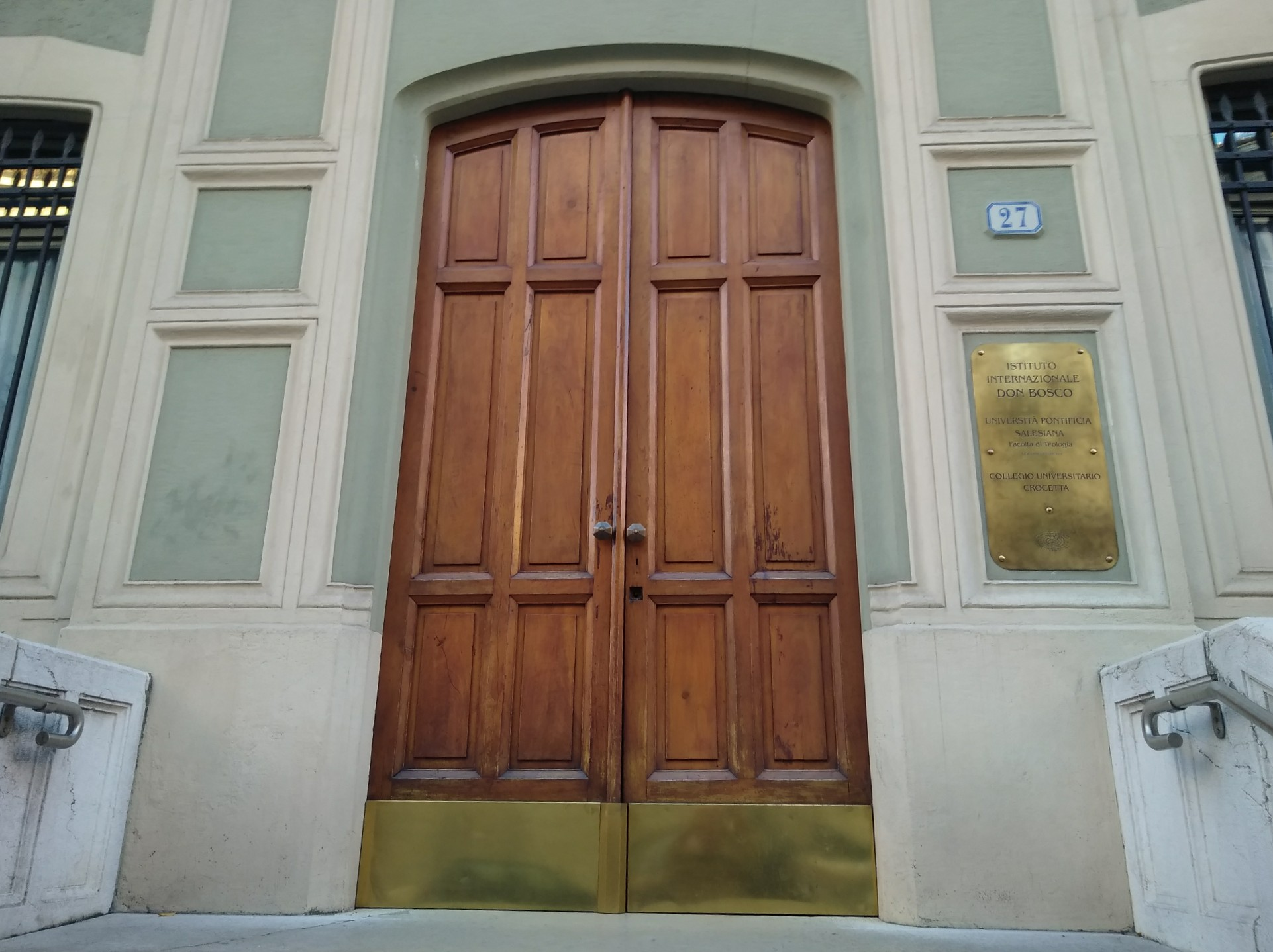
Entrada da sede de Torino

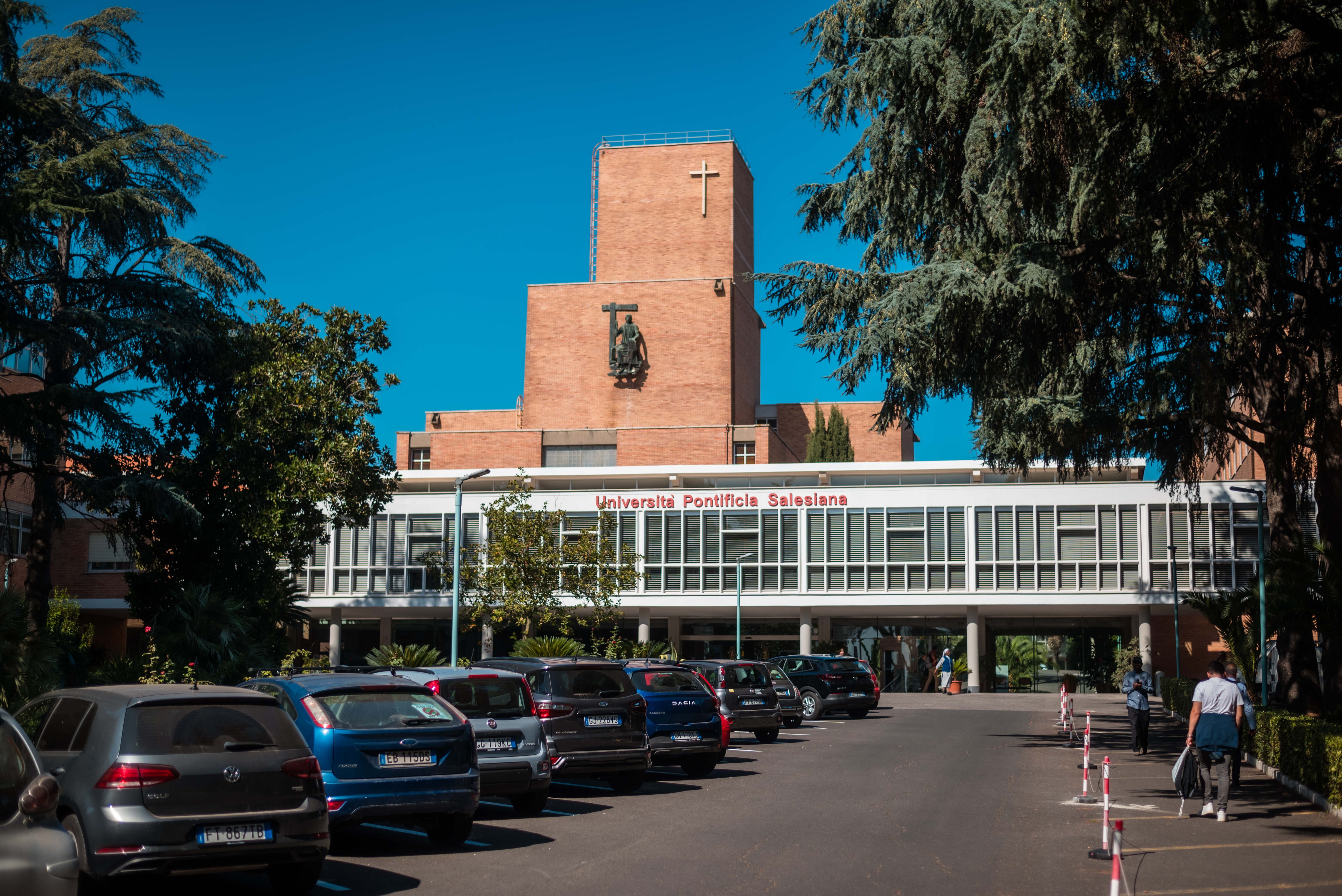
Campus em Roma

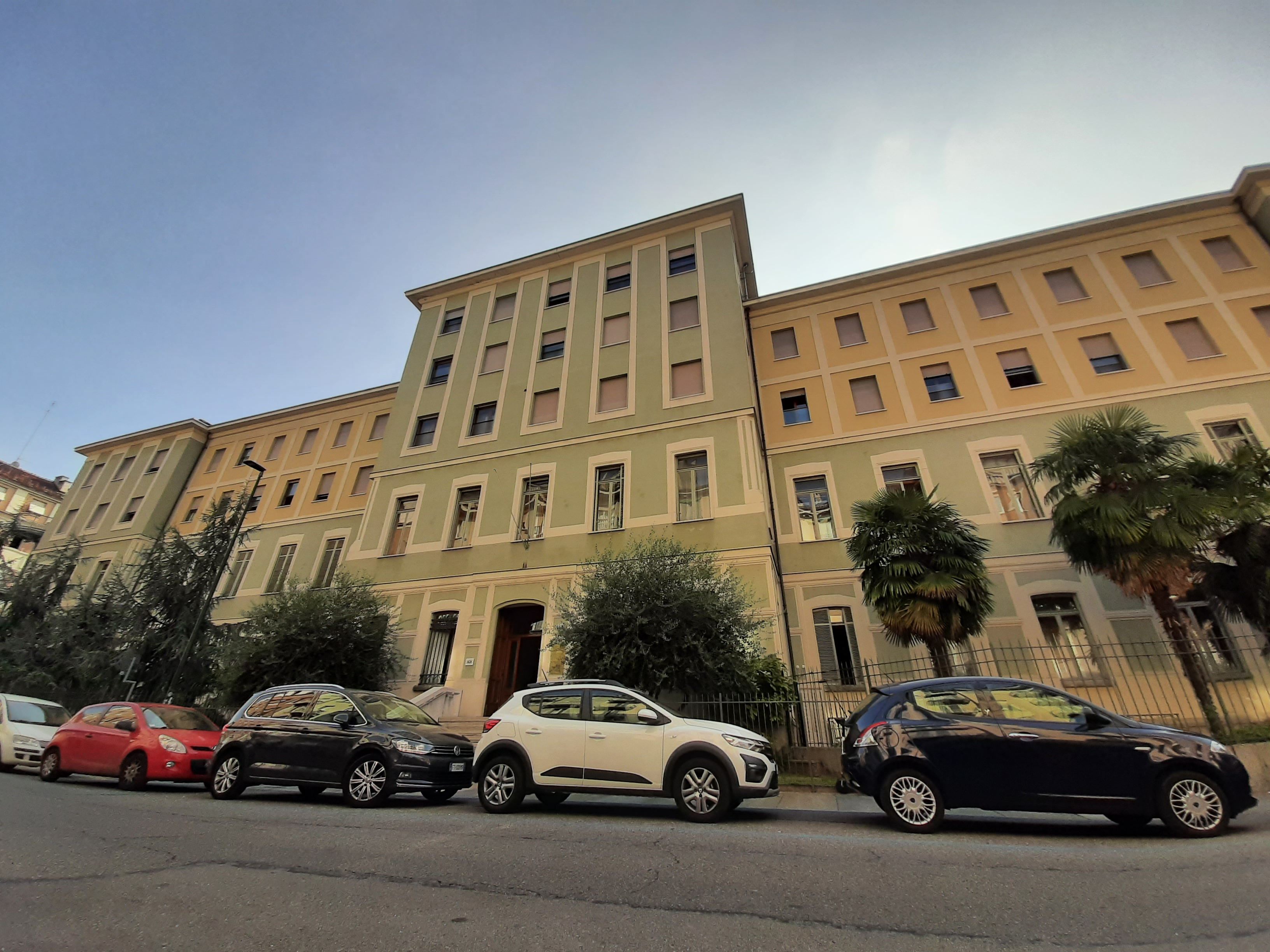
Seção de Torino

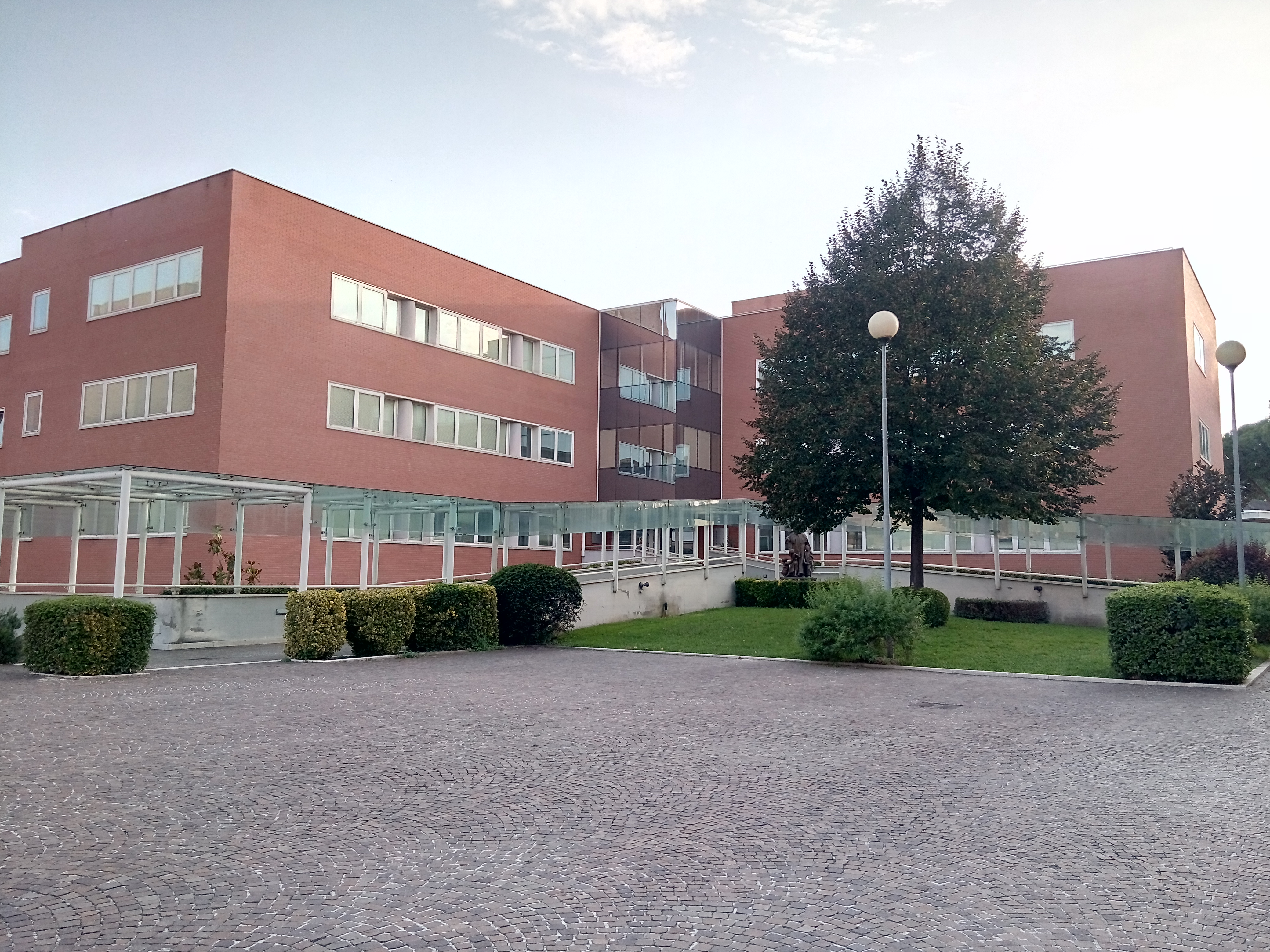
Biblioteca Don Bosco

A Pontifícia Universidade Salesiana (UPS), em latim: Pontificia Studiorum Universitas Salesiana, é uma universidade pontifícia gerida pela Congregação Salesiana, com sede principal em Roma, na Piazza dell’Ateneo Salesiano, no bairro Nuovo Salario. Fundada em 3 de maio de 1940 como Pontificio Ateneo Salesiano, foi elevada a universidade pontifícia em 24 de maio de 1973 pelo Papa Paulo VI, com o motu proprio Magisterium vitae. A UPS tem como missão estudar e resolver questões de educação e ação pastoral, especialmente para jovens e setores populares, segundo o espírito de Dom Bosco.

## História
A UPS teve origem no studentato teológico de Foglizzo Canavese, fundado em 1904 por Michele Rua, primeiro sucessor de Dom Bosco, e transferido para Torino em 1923. Em 1936, Pietro Ricaldone, quarto sucessor, propôs a criação de uma faculdade teológica salesiana, aprovada por Papa Pio XI. Em 3 de maio de 1940, a Congregação para a Educação Católica erigiu o Pontificio Ateneo Salesiano em Torino. Em 1956, foi criado o Instituto Superior de Pedagogia, anexo à Faculdade de Filosofia. Em 1965, o ateneu transferiu-se para Roma, no bairro Nuovo Salario, unificando suas faculdades. Em 29 de outubro de 1966, Papa Paulo VI inaugurou oficialmente a nova sede.
Em 1973, a instituição foi elevada a universidade pontifícia, organizada em cinco faculdades. Em 1986, foi criado o Departamento de Pastoral Juvenil e Catequética. Em 2012, a Faculdade de Ciências da Comunicação Social passou a oferecer um mestrado em Comunicação Pastoral. Em 4 de abril de 2025, o Ministério da Universidade da Itália reconheceu a UPS como de “particular relevância científica internacional”, facilitando a inscrição de seus graduados em alvos profissionais.

## Estrutura
A UPS organiza-se em cinco faculdades e uma escola de especialização, oferecendo cursos de bacharelado, licenciatura e doutorado:
- Teologia: Dogmática, Pastoral Juvenil, Espiritualidade Juvenil, Formação de Formadores, Estudos Salesianos.
- Ciências da Educação: Psicologia, Pedagogia Social, Pedagogia Vocacional, Catequética, Educação Religiosa, Pedagogia e Comunicação.
- Filosofia: Ciências Histórico-Antropológicas, Ciências Humanas e Sociais, Gestão e Direito dos Entes do Terceiro Setor, Ética, Economia e Direito do Terceiro Setor.
- Letras Cristãs e Clássicas: Inclui o Pontificio Istituto Superiore di Latinità.
- Ciências da Comunicação Social: Comunicação Social, Mídia Digital e Cultura, com endereço pastoral.
- Escola de Especialização em Psicologia Clínica e Psicoterapia

### Campus
A sede principal está em Roma, na Piazza dell’Ateneo Salesiano 1, bairro Nuovo Salario, zona Val Melaina (Municipio III). A UPS possui uma seção de Teologia em Torino e outra em Jerusalém (Studium Theologicum Salesianum). A universidade também mantém centros afiliados em vários países para especializações.

### Biblioteca
A Biblioteca “Don Bosco”, localizada no campus de Roma, possui um acervo especializado em teologia, educação, filosofia, comunicação e estudos salesianos, acessível a estudantes e pesquisadores.

## Publicações
As publicações da UPS são editadas pela Libreria Ateneo Salesiano (LAS), fundada em 1974. Desde 1939, a universidade publica a revista trimestral interdisciplinar Salesianum, focada em filosofia e teologia. Entre 2022 e 2023, a LAS foi dirigida por Marco Cardinali.

## Reitores
- Andrea Gennaro (1940–1952)
- Eugenio Valentini (1952–1958)
- Alfons Maria Stickler (1958–1966)
- Gino Corallo (1966–1968)
- Luigi Calonghi (1968–1971)
- Antonio María Javierre Ortas (1971–1974)
- Pietro Braido (1974–1977)
- Raffaele Farina (1977–1983)
- Roberto Giannatelli (1983–1989)
- Tarcisio Bertone (1989–1991)
- Angelo Amato (1991, pro-reitor)
- Raffaele Farina (1991–1997)
- Michele Pellerey (1997–2003)
- Mario Toso (2003–2009)
- Carlo Nanni (2009–2015)
- Mauro Mantovani (2015–2021)
- Andrea Bozzolo (2021–presente)

## Grão-chanceleres
- Pietro Ricaldone (1940–1951)
- Guglielmo Escriva (1951–1957)
- Renato Ziggiotti (1957–1965)
- Luigi Ricceri (1965–1977)
- Egidio Viganò (1977–1990)
- Egidio Viganò (1990–1996)
- Juan Edmundo Vecchi (1996–2002)
- Pascual Chávez Villanueva (2002–2014)
- Ángel Fernández Artime (2014–presente)